# Huíla
Huíla – jedna z 18 prowincji Angoli, znajdująca się w południowo-zachodniej części kraju. Graniczy z sześcioma innymi prowincjami Angoli, na zachodzie z Namibe, na północnym zachodzie z Benguelą, na północy z Huambo, na wschodzie z Bié i Cuando-Cubango, a na południu z Cunene. 
Stolicą i największym miastem położonym przy zachodniej granicy jest Lubango.
W marcu 2018 prowincja i województwo wielkopolskie podpisały w Poznaniu list intencyjny w sprawie współpracy.

## Podział administracyjny
W skład prowincji wchodzi 13 hrabstw:
| - Lubango - Caconda - Caluquembe - Chiange - Chibia - Chicomba - Chipindo - Hump - Jamba - Kuvango - Matala - Quilengues - Quipungo |

## Przyroda

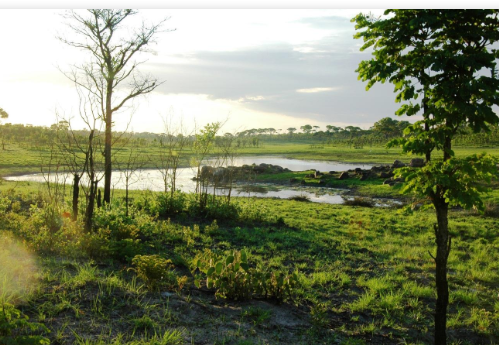
Park Narodowy Bicuar

Na terenie prowincji znajduje się Park Narodowy Bicuar (Parque Nacional do Bicuar).

## Demografia
Prowincja zamieszkana jest głównie przez plemiona: Nyaneka-Nkhumbi, Owimbundu, Ganguela, Chokwe i Hererów. Dominuje hodowla bydła, a wśród upraw pszenica.